# مانو ميكو
مانو ميكو (بالإسبانية: Manuel Micó Yébana)‏ هو لاعب كرة قدم إسباني في مركز الدفاع، ولد في 18 يوليو 1986 في بلنسية في إسبانيا. لعب مع إيسيخا بالومبيي وريكرياتيفو ونادي أوريويلا ونادي أونتينيينت ونادي موسكرون ونادي نوفيلدا.

## وصلات خارجية
- مانو ميكو على موقع Soccerway.com (الإنجليزية)